# Aeroportul Internațional José Martí
Aeroportul Internațional José Martí (IATA: HAV, ICAO: MUHA) este un aeroport din Boyeros⁠(d), Havana, Havana Province⁠(d), Cuba ce deservește zona Havana. Aeroportul a fost tranzitat în 2017 de 5.713.859 de pasageri. A fost deschis în 1930 și numit după José Martí.
Situat la o altitudine de 64 m, aeroportul dispune de 1 pistă. Este operat de Empresa Cubana de Aeropuertos y Servicios Aeroportuarios⁠(d).

## Infrastructură

### Piste
Aeroportul dispune de o singură pistă. Pista 06/24 are suprafața de asfalt și dimensiunile 4.000 m × 45 m. 